# Personne de mérite culturel

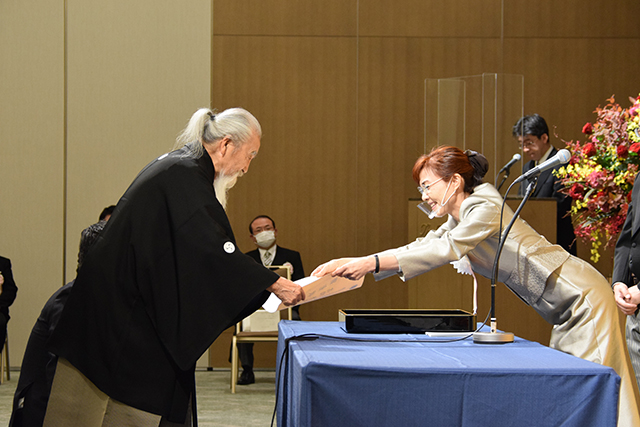
Remise du certificat de Personne de mérite culturel à Hideo Takahashi par Hinako Yokota en novembre 2020.

Le prix de la personne de mérite culturel (文化功労者, bunka kōrōsha) est une reconnaissance officielle japonaise et un honneur décerné chaque année pour sélectionner les personnes qui ont apporté des contributions remarquables dans le domaine culturel. Aucune décoration n'accompagne cet honneur. Cette distinction est destinée à jouer un rôle dans le cadre d'un système de mesures de soutien pour la promotion d'activités créatives au Japon. Au 1er janvier 2024, 973 personnes avaient été choisies comme personnes de mérite culturel.

## Système de reconnaissance
L'ordre de la Culture et celui des personnes de mérite culturel fonctionnent en tandem pour honorer ceux qui ont contribué à l'avancement et au développement de la culture japonaise dans une variété de domaines, y compris le milieu universitaire, les arts, les sports et la science.

### Ordre de la Culture
La remise des prix a lieu au Palais impérial le Jour de la culture (3 novembre). Les candidats à l'ordre de la Culture sont généralement choisis parmi les personnes de mérite culturel par le ministre de l'Éducation, des Sciences, des Sports et de la Culture qui recommande ensuite les candidats au Premier ministre. Les décisions finales sont prises par le conseil des ministres.

### Personnes de mérite culturel
La loi de 1951 sur les pensions pour les personnes de mérite culturel offre une retraite spéciale parrainée par le gouvernement. Depuis 1955, les noms des nouveaux lauréats sont annoncés le même jour que la cérémonie de remise de l'Ordre de la Culture. Jusque dans les années 1980, la liste annuelle comptait une dizaine de noms environ, pour s'allonger à 15 noms par an à partir de 1990, puisque progressivement jusqu'à 20 noms par an environ dans les années 2020.

## Liste des lauréats

### 1951 à 1959
- 1951 : Kōtarō Honda (physicien et métallurgiste) - Sasaki Nobutsuna (écrivain) - Yokoyama Taikan (peintre) - Teiji Takagi (mathématicien) - Kawai Gyokudō (peintre) - Sasaki Takaoki (médecin) - Itō Chūta - Asahina Yasuhiko (architecte) - Hideki Yukawa (physicien) - Wada Eisaku (peintre) - Tanakadate Aikitsu (géophysicien) - Okabe Kinjirō (ingénieur électrotechnique) - Kiyoshi Shiga (médecin, bactériologiste) - Nakada Kaoru (juriste) - Tawara Kuniichi (métallurgiste) - Kihara Hitoshi (généticien) - Hasegawa Nyozekan (journaliste) - Asakura Fumio (sculpteur) - Yasuda Yukihiko (peintre) - Tsuda Sōkichi (historien) - Daisetz Teitaro Suzuki (spécialiste du bouddhisme) - Okada Takematsu (météorologue) - Majima Rikō (chimiste) - Jun'ichirō Tanizaki (écrivain) - Naoya Shiga (écrivain) - Makino Eiichi (juriste) - Hajime Tanabe (philosophe) - Fujii Kenjirō (botaniste, généticien) - Tokushichi Mishima (métallurgiste) - Kobayashi Kokei (peintre) - Bansui Doi (poète) - Hakuchō Masamune (écrivain, dramaturge) - Kensuke Mitsuda (pathologiste) - Tomitarō Makino (botaniste)

- 1952 : Kunio Yanagita (ethnologue) - Mitsuda Kensuke (médecin) - Seishi Kikuchi (physicien) - Mokichi Saitō (poète) - Saneatsu Mushanokōji (écrivain, peintre) - Nakamura Kichiemon I (acteur kabuki) - Ryūzaburō Umehara (peintre) - Kumagai Taizō (médecin) - Sasaki Sōichi (juriste) - Tsuji Zennosuke (historien) - Sin-Itiro Tomonaga (physicien) - Kafū Nagai (dramaturge, essayiste) - Sōtarō Yasui (peintre) - Ui Hakju (moine, spécialiste du bouddhisme) - Yabe Hisakatsu (géologue) - Yamazaki Chūun (sculpteur)

- 1953 : Andō Hirotarō (ingénieur agronome) - Itaya Hazan (potier) - Mimei Ogawa (auteur de livres pour la jeunesse) - Masao Kanbe (juriste, économiste) - Katori Hotsuma (mouleur, écrivain) - Kita Roppeita (metteur en scène de théâtre nō) - Kitajima Taichi (médecin, bactériologiste) - Seiji Nakamura (physicien) - Haneda Tōru (historien) - Yoshio Yamada (linguiste)

- 1954 : Katsunema Seizō (médecin) - Kiyokata Kaburagi (peintre) - Kyōsuke Kindaichi (linguiste) - Hiroshige Shiota (chirurgien) - Kyoshi Takahama (écrivain) - Yūsuke Hagihara (astronome) - Hirakushi Tenchū (sculpteur) - Shōnen Matsumura (entomologiste) - Kōsaku Yamada (compositeur) - Yamada Saburō

- 1955 : Ōtani Takejirō (homme d'affaires) - Rokurō Kitamura (Onnagata) - Shibusawa Motoji (ingénieur électrotechnique) - Kineya Jōkan (joueur de Shamisen) - Ryōzō Hiranuma (homme d'affaires, politicien) - Kenzō Futaki (médecin) - Seison Maeda (peintre) - Hakaru Masumoto (physicien) - Yamashita Sintarō (peintre) - Tetsurō Watsuji (philosophe)

- 1956 : Komori Shichirō (directeur de la NHK) - Sakamoto Hanjirō (peintre) - Maki Yūkō (alpiniste) - Shinmura Izuru (linguiste) - Tanemoto Furuhata (médecin légiste) - Murakami Takejirō (métallurgiste) - Hidetsugu Yagi (physicien)

- 1957 : Ogata Tomozaburō (pathologiste) - Mantarō Kubota (écrivain) - Kunihiko Kodaira (mathématicien) - Nishiyama Suishō (peintre) - Yoshizumi Kosaburō (chanteur de ballades) - Katō Yogorō (chimiste) - Shioiri Matsusaburō (podologue) - Nakazawa Hiromitsu (peintre) - Yanagi Muneyoshi (philosophe des religions) - Sanzō Wada (peintre)

- 1958 : Seibō Kitamura - Kondō Heizaburō (pharmacologue) - Nozoe Tetsuo (chimiste) - Matsubayashi Keigetsu (peintre) - Kameyama Naoto (chimiste) - Suzuki Torao (philologue) - Takahashi Satomi (philosophe) - Andō Kō (violoniste) - Utsubo Kubota (poète) - Sanzō Wada (peintre)

- 1959 : Ryūshi Kawabata (peintre) - Koizumi Shinzō (économiste) - Yasujirō Niwa (ingénieur électrotechnique) - Ton Satomi (écrivain) - Tomizō Yoshida (médecin) - Itō Seiya (ingénieur agronome) - Ichikawa Sanki (joueur de hockey) - Ueno Naoteru (philosophe) - Tsuji Hisashi (peintre) - Yashida Bungorō (marionnettiste)

### 1960 à 1969
- 1960 : Kiyoshi Oka (mathématicien) - Haruo Satō (poète) - Kōtarō Tanaka (juriste) - Eiji Yoshikawa (écrivain) Imamura Arao (médecin) - Akimasa Ono (ingénieur mécanicien) - Kan'ichi Tanaka (psychologue éducatif) - Yoshio Takeuchi (orientaliste, philosophe) - Toyotake Yamashirono Shōjō (marionnettiste) - Bandō Mitsugorō VIII (acteur kabuki)
- 1961 : Yasunari Kawabata (écrivain) - Tomimoto Kenkichi (céramiste) - Inshō Dōmoto (peintre) - Fukuda Heihachirō (peintre) - Mizushima Sanichirō (chimiste) - Amano Teiyū (philosophe, pédagogue) - Yoshi Tanaka (chimiste) - Yashirō Kotake (biochimiste) - Shinobu Ishihara (médecin) - Kyūzō Mifune (judoka)
- 1962 : Hamao Umezawa (microbiologiste) - Togyū Okumura (peintre) - Kuwada Yoshinari (biologiste) - Gakuryō Nakamura (peintre) - Ken Ishihara (historien) - Yūji Shibata (chimiste) - Seiichirō Takahashi (économiste) - Tatsuno Yutaka (philologue) - Tachū Naitō (architecte) - Kiyomoto Juhē (récitant)
- 1963 : Yasu Kuno (physiologiste) - Koga Issaku (Ingénieur des télécommunications) - Hideo Kobayashi (écrivain, critique) - Nanpū Katayama (peintre) - Sueji Umehara (archéologue) - Naosuke Anodera (médecin) - Ichikawa Jukai III (acteur kabuki) - Kiyoshi Nobutoki (compositeur) - Ryūzaburō Hara (ingénieur) - Matsuda Gonroku (maître de peinture laquée)
- 1964 : Kaya Seiji (physicien) - Jirō Osaragi (écrivain) - Teijirō Yabuta (chimiste) - Isoya Yoshida (architecte) - Sakae Wagatsuma (juriste) - Shōtarō Hanayagi (Onnagata) - Ikuma Arishima (peintre) - Seiju Fujikage (danseur) - Takata Yasuma (économiste, sociologue) - Susumu Yamaguchi (spécialiste du bouddhisme)
- 1965 : Shirō Akahori (biochimiste) - Gentarō Koito (peintre) - Tetsuji Morohashi (linguiste) - Hōshun Yamaguchi (peintre) - Yūzō Yamamoto (dramaturge, politicien) - Yaeko Nogami (actrice) - Ichikawa Sadanji (acteur de kabuki) - Bunroku Arakawa (ingénieur) - Honjō Eijirō (historien de l'économie) - Majima Masaichi
- 1966 : Masuji Ibuse (écrivain) - Isamu Nitta (chimiste) - Tokuoka Shinsen (peintre) - Chieko Higashiyama (actrice) - Takaishi Shingorō Yakaishi (homme d'affaires) - Kyō Tsunetō (philosophe du droit) - Shin'ichi Hisamatsu (philosophe) - Horibo Shinkichi (pédagogue) - Shin'ichi Matsumoto (médecin) - Kakutarō Yamazaki (peintre sur laque)
- 1967 : Kin'ichirō Sakaguchi (chimiste) - Hayashi Takeshi (peintre) - Tōgo Murano (architecte) - Masao Yamagata (architecte naval) - Shigetoshi Kawataka (professeur de théâtre) - Yasaka Takagi (politologue) - Risaburō Torigai (ingénieur électrotechnique) - Mizuyho Nakada (chirurgien) - Ryōzō Niizeki (philologue) - Shunkai Bundō (moine, calligraphe)
- 1968 : Kurokawa Toshio (médecin) - Masatsugu Suzuki (ingénieur en génie civil) - Shōji Hamada (céramiste) - Ono Chikkyō (peintre) - Sagara Morio (philologue) - Suiken Suzuki (écrivain) - Shōzō Sono (mathématicien) - Ichirō Nakayama - Fukuhara Rintarō (anglist[Quoi ?], essayiste) - Shōtarō Yamada (chanteur)
- 1969 : Bunroku Shishi (écrivain) - Eeji Ochiai (pharmacologue) - Kenjirō Shōda (mathématicien) - Kaii Higashiyama (peintre) - Monjūrō Kiritake (marionnettiste) - Kangurō Kaneshige (ingénieur mécanicien) - Hideo Shima (ingénieur) - Toshiyoshi Miyazawa (juriste) - Yamaga Seika (coloriste) - Yoshikawa Kōjirō (philologue)

### 1970 à 1979
- 1970 : Okinaka Shigeo Okinaka (médecin) - Shikō Munakata (graveur) - Isoji Asō (philologue) - Iwada Tōshichi (artisan) - Yō Okada(zoologiste) - Koyama Keizō Koyama (peintre) - Seiichi Tobata (ingénieur agronome) - Daigaku Horiguchi (poète, traducteur) - Yukio Yashiro (historien d'art) - Yasushi Watanabe (ingénieur électrotechnique)

- 1971 : Masao Akagi (ingénieur agronome) - Toyozō Arakawa (céramiste) - Takuma Yasui (économiste) - Nakamura Kanzaburō XVII - Junzaburō Nishiwaki (écrivain) - Shirō Hattori (linguiste) - Eikichi Hiratsuka (spécialiste de la soie) - Mizutani Yaeko I (actrice) - Morito Tatsuo (pédagogue, sociologue) - Kiyoo Wadachi (sismologue)

- 1972 : Yoshikazu Uchida (architecte) - Seiichirō Ano (juriste) - Shikanosuke Oka (peintre) - Osamu Hayaishi (biochimiste) - Kinji Imanishi (écologiste) - Michitarō Tanaka (philosophe) - Sakamoto Tarō (historien) - Tetsutarō Kawakami (écrivain) - Nakamura Utaemon VI (acteur kabuki) - Yaichi Kusube (céramiste)

- 1973 : Yasuji Katsuji (physiologiste) - Ryōgo Kubo (physicien) - Setō Shōji (ingénieur électrotechnique) - Yoshirō Taniguchi (architecte) - Kajima Morinosuke (homme d'affaires, diplomate) - Matsutarō Kawaguchi (dramaturge) - Hideo Saito (violoncelliste, chef d'orchestre) - Sawada Seikō (sculpteur) - Chōgorō Kaionji (écrivain) - Tatsuo Nagai (écrivain)

- 1974 : Kimishige Ishizaka (médecin) - Leo Esaki (physicien) - Yasushi Sugiyama (peintre) - Takeshi Nagata (géologue) - Hashimoto Meiji - Ishida Mosaku (archéologue) - Haruko Sugimura (actrice) - Takahashi Kamekichi (historien d'économie) - Kōsaku Takii (écrivain) - Yamauchi Tokuryū (philosophe)

- 1975 : Setsurō Ebashi (physiologiste) - Hirosuke Tasaki (peintre) - Nakagawa Kazumasa (peintre) - Heisuke Hironaka (mathématicien) - Hisao Ōtsuka (historien d'économie) - Yachiyo Inoue - Takeshi Saitō (Anglist) - Seiichi Funabashi (écrivain) - Kisaburō Yokota (politicien) - Masao Yoshiki (architecte naval)

- 1976 : Yasushi Inoue (écrivain) - Kimura Motō (généticien) - Michio Morishima (économiste) - Shigeki Kaizuka (historien) - Kiyomizu Rokubē - Akira Kurosawa (cinéaste) - Sakamura Tetsu (généticien) - Keisuke Serizawa (designer) - Numachi Fukusaburō (Ingénieur en mécanique) - Matsumoto Shigeharu (journaliste)

- 1977 : Ichirō Sakurada (chimiste) - Hiroshi Tamiya (microbiologiste) - Hajime Nakamura (philosophe spécialiste du bouddhisme) - Fumio Niwa (écrivain) - Yamamoto Kyūjin (peintre nihon-ga) - Ōtaguro Motō (critique musical) - Oka Yoshitake (politologue) - Masao Kotani (physicien) - Nakanishi Gotō (poète) - Nishikawa Yasushi (calligraphe)

- 1978 : Ozaki Kazuo (écrivain) - Sugimura Takashi (biochimiste) - Yōichirō Nambu (physicien) - Ogura Yuki (peintre) - Hidemi Kon (écrivain) - Takei Takeshi (chimiste) - Naoshirō Tsuji (linguiste) - Seitarō Tsuboi (géologue) - Ichirō Fukuzawa (peintre) - Matsumoto Hakuō I (acteur kabuki)

- 1979 : Isao Imai (physicien) - Fumiko Enchi (écrivaine) - Takeo Kuwabara (philologue) - Ryōhei Koiso (peintre) - Shinji Takahashi (médecin) - Takayama Tatsuo (peintre) - Kenzō Tange (architecte) - Kiyoaki Tsuji (politologue) - Kanso Fujima II - Kiyoshi Mutō (architecte)

### 1980 à 1989
- 1980 : Andō Seikū (calligraphe) - Takashi Shimizu (sculpteur) - Masao Suenaga (archéologue) - Jirō Tanaka (juriste) - Takahashi Hidetoshi (physicien) - Kenjiro Takayanagi (ingénieur électrotechnique) - Kyōsuke Tsuda (pharmacologue) - Teijo Nakamura (poétesse) - Nakamura Ganjiro II (acteur kabuki) - Kayō Yamaguchi (peintre)

- 1981 : Arisawa Hiromi (économiste) - Kenkichi Yamamoto (philologue) - Takanori Ogisu (peintre) - Gensou Okuda (peintre) - Hisao Tanabe (musicologue) - Tomio Tezuka (philologue) - Reiji Natori (physiologiste) - Yonezō Morino (chimiste) - Fumiko Yonekawa (joueur de koto, musicien folklorique) - Ken'ichi Fukui (chimiste)

- 1982 : Noriyuki Ushijima (peintre) - Entsuba Katsuzō (sculpteur) - Okada Yoshio (biologiste) - Shizutayū Kiyomoto (récitant) - Kawakami Masamitsu (ingénieur électrotechnique) - Mitsuo Nakamura (critique littéraire) - Takeo Suzuki (juriste) - Yūkei Teshima (calligraphe) - Keiji Nishitani (philosophe) - Chūshirō Hayashi (physicien)

- 1983 : Uemura Shōkō (peintre) - Hirobumi Uzawa (économiste) - Namio Egami (archéologue) - Haruo Kanatani (biologiste) - Shinpei Kusano (poète) - Susumu Tonegawa (biologiste) - Kin’ichi Nakanoshima (compositeur, joueur de koto) - Jun'ichi Nishizawa (ingénieur) - Gohō Hibino (calligraphe) - Toyoichi Yamamoto (sculpteur)

- 1984 : Ikeda Yōson Ikeda (peintre) - Ryōsuke Ishii (historien du droit) - Ichiko Teiji (philologue) - Jun'ichi Uchida (chimiste) - Mikio Satō (mathématicien) - Tomio Tada (Immunologue, écrivain) - Bunmei Tsuchiya (philologue, poète) - Naoki Tominaga (sculpteur) - Shōroku Onoe II (acteur kabuki) - Hisaya Morishige (acteur)

- 1985 : Hiroshi Inose (ingénieur électrotechnique) - Nobuo Uno (artiste kabuki) - Ken'ichirō Ōsumi (juriste) - Kōnosuke Tamura (peintre) - Enshō Kanakura (philosophe, spécialiste du bouddhisme) - Kondō Kenzō (maître nō) - Kenji Takahashi (philologue) - Takahara Shigeo (médecin) - Nagakura Saburō (chimiste) - Junji Yoshii (peintre)

- 1986 : Tomojirō Ikenouchi (compositeur) - Minoru Oda (astronome) - Kataoka Tamako (peintre) - Yoshizō Kawamori (philologue) - Hitoshi Komatsu (peintre) - Hiromu Suzuki (ingénieur mécanicien) - Kazuya Takamitsu (peintre) - Shigemitsu Dandō (juriste) - Yorio Hinuma (médecin) - Tatsurō Yamamoto (historien)

- 1987 : Hideji Hōjō (écrivain) - Takashi Inukai (philologue) - Shun’ichi Iwasaki (ingénieur électrotechnique) - Ōkawa Kazushi (économiste) - Ōtei Kaneko (calligraphe) - Takada Makoto (peintre) - Tetsuzō Tanikawa (philosophe) - Katsuma Dan (biologiste) - Yoshiyuki Chōsa (graveur) - Yasutomi Nishizuka (médecin) - Shūgorō Hasuda (mouleur)

- 1988 : San'u Aoyama (calligraphe) - Takao Inui (architecte naval) - Shūsaku Endō (écrivain) - Mikio Oda (athlète) - Masatoshi Koshiba (physicien) - Taisei Satō (peintre) - Shintarō Suzuki (peintre) - Takeuchi Rizō (historien) - Takehara Han (danseur) - Gaiichi Togashi (ingénieur en génie civil) - Mataji Miyamoto (historien) - Yūichi Yamamura (médecin) - Teiichi Yuki (cuisinier)

- 1989 : Takashi Asahina (chef d'orchestre) - Masaru Ibuka (industriel) - Iwahashi Eien (peintre) - Yoshiko Shibaki (écrivaine) - Tadashi Saji (peintre sur laque) - Sen Genshitsu (maître chadō) - Norimune Soda - Tetsuji Nishikawa (physicien) - Kō Harada (politologue) - Hisateru Matsuda (ingénieur agronome) - Miyazaki Ichisada (historien) - Hanae Mori (créatrice de mode) - Morita Shigeru (peintre)

### 1990 à 1999
- 1990 : Nobumichi Ide (peintre) - Chiyo Uno (écrivaine) - Yasuharu Ōyama (joueur de shōgi) - Shunzō Okamoto (ingénieur mécanicien) - Tadamitsu Kishimoto (médecin) - Koshijitayū Takemoto (marionnettiste) - Masaru Sekino (histoire de l'architecture) - Setsurō Takahashi (artisan) - Yoshimasa Hirata (sciences de la nature) - Teruo Hirayama (philologue) - Hideko Maehata (nageuse) - Shirō Masuda (historien) - Shigefumi Mori (mathématicien) - Taibi Yoshika (potier) - Yoshio Watanabe (photographe)

- 1991 : Akino Fuku (peintre) - Yoshinobu Ashihara (architecte) - Tokuho Azuma (danseur) - Tadao Ishikawa (historien) - Kitonaga Itō (peintre) - Tadao Umesao (anthropologue) - Sōgo Okamura (ingénieur électrotechnique) - Aya Kagawa (médecin) - Yūsaku Kamekura (graphiste) - Kawakita Michiaki (critique d'art) - Takeyoshi, Kawashima (juriste) - Keisuke Kinoshita (cinéaste) - Ryōtarō Shiba (écrivain) - Numa Shōsaku (biologiste moléculaire) - Hanafusa Hidesaburō (généticien)

- 1992 : Isokichi Asakura (céramiste) - Yūnoshin Imai (métallurgiste) - Takeshi Umehara (philosophe) - Kataoka Nizaemon (acteur kabuki) - Tetsuharu Kawakami (joueur de baseball) - Eio Sakata (joueur de gō) - Minao Shibata (compositeur) - Kinji Shimada (comparatiste) - Kazuo Tamura (peintre) - Saburō Tamura (chimiste) - Tsunekazu Nishioka (ébéniste) - Takashi Mukaibo (chimiste) - Teruaki Mukaiyama (chimiste) - Seishi Yamaguchi (poète) - Wakimura Yoshitarō (économiste)

- 1993 : Hiroyuki Agawa (écrivain) - Nobuyoshi Ashibe (juriste) - Toshitsugu Oda (médecin) - Shigetō kawano (économiste) - Eiji Kikkawa (musicologue) - Rokurō Konō (linguiste) - Shimura Fukumi (coloriste, tisseuse) - Chie Nakane (anthropologue) - Kazuhiko Nishijima (physicien) - Seikin Tomiyama II (musicien folkloriques, joueur de koto) - Ikuo Hirayama (pédagogue, peintre) - Hironoshin Furuhashi (nageur) - Masao Horio (ingénieur chimiste) - Santō Murakami (calligraphe) - Isuzu Yamada (actrice)

- 1994 : Kon Ichikawa (cinéaste) - Masami Itō (juriste) - Masao Itō (physiologiste) - Inokuchi Hiroo (chimiste) - Shunpei Ueyama (philosophe) - Nobuo Kojima (écrivain) - Toshio Sawada (ingénieur agronome) - Noboru Takagi (ingénieur électrotechnique) - Tsujimura Kōtarō (économiste) - Onoe Baikō VII (acteur kabuki) - Setsuko Migishi (peintre) - Kazuko Yasukawa (pianiste) - Ryūichi Yokoyama (mangaka) - Junzō Yoshimura (architecte) - Toshio Yodoi (sculpteur)

- 1995 : Yoshiaki Arata (physicien) - Fukuko Ōkubo (artiste) - Tokindo Okada (biologiste) - Fujio Oho (juriste) - Tōichi Katō (peintre) - Jirō Kondō (ingénieur en aéronautique) - Nobutsuna Saikō (philologue) - Kiyoshi Saitō (graveur sur bois) - Isao Satō (juriste) - Kason Sugioka (calligraphe) - Sonoko Sugimoto (écrivain) - Kiyoshi Takatsuki (médecin) - Manemon Takahashi (botaniste) - Takeomi Nagayama (homme d'affaires) - Yasuji Honda

- 1996 : Yasuhiro Ishimoto (photographe) - Okuda Azuma (ingénieur agronome) - Shinzan Kamijō (calligraphe) - Atsushi Kobata (historien) - Ryūtarō Komiya (économiste) - Yoshimi Kondō (poète) - Sakai Toshiyuki (ingénieur) - Gakuzō Tamura (microbiologiste) - Tatsuoki Nanbata (peintre) - Fujita Yoshio (astronome) - Yoritsune Matsudaira (compositeur) - Tadashi Moriya (peintre) - Yoshitatsu Yanagihara (sculpteur) - Saburō Yamamoto (ingénieur en génie civil) - Hidekazu Yoshida (critique musical, essayiste)

- 1997 : Shunichi Akimoto (géophysicien) - Makoto Ōoka (poète) - Kayama Matazō (peintre) - Haruhiko Kindaichi (linguiste, philologe) - Saitō Makoto (politicien) - Shōji Shibata (pharmacologue) - Tsukasa Shimizu (ingénieur) - Yōko Morishita (danseuse) - Kaneto Shindō (cinéaste) - Jakuchō Setouchi (écrivaine, religieuse) - Shigejirō Tabata - Tatsuji Nomura (médecin) - Yūki Yoshimura (acteur) - Kyōhei Fujita (Artiste sur verre) - Ken'ichi Honda (chimiste)

- 1998 : Kobayashi Toan (calligraphe) - Shigebumi Saitō (ingénieur électrotechnique) - Miyohei Shinohara (économiste) - Shizuka Shirakawa (philologue) - Takahiro Sonoda (pédagogue, pianiste) - Kazuyuki Tōyama (homme d'affaires, critique musical) - Kumao Toyoshima (virologe) - Ryōji Noyori (chimiste) - Fukuōji Hōrin (peintre) - Egaku Maeda (moine, spécialiste du bouddhisme) - Tsutomu Minakami (écrivain) - Issey Miyake (créateur de mode) - Mitsuko Mori (actrice) - Wataru Mori (médecin) - Kazu Wakita (peintre)

- 1999 : Ryūzan Aoki (céramiste) - Chūsaku Ōyama (peintre) - Nobuaki Kumagai (ingénieur) - Jin'ichi Konishi (comparatiste) - Ikuma Dan (compositeur) - Tsuboi Kiyotari (archéologue) - Kōji Nakanishi (chimiste) - Ichimura Uzaemon XVII - Hinohara Shigeaki (médecin) - Ryūichi Hirano (juriste) - Yasutake Funakoshi (sculpteur) - Kiyoshi Horikawa (ingénieur) - Marius Jansen (japonologe) - Shumon Miura (écrivain) - Yamada Yasuyuki (ingénieur agronome)

### 2000 à 2009
- 2000 : Ishii Yoneo (historien) - Tamao Yoshida (marionnettiste) - Hayao Kawai (psychologue) - Shigeyama Sensaku (acteur kyōgen) - Hideki Shirakawa (chimiste) - Ikkō Tanaka (graphiste) - Tanabe Seiko (écrivain) - Jun'ichi Tomizawa (pharmacologue) - Gyōji Nomiyama (peintre) - Ryōsuke Hatanaka (baryton) - Akira Hayami (économiste) - Tasuku Honjo (médecin) - Tsuyoshi Masumoto (physicien, spécialiste des matériaux) - Matsuo Toshio (peintre) - Yamane Yūzō (historien d'art) - Takeo Yokobori (ingénieur mécanicien)

- 2001 : Nakamura Jakuemon IV (acteur) - Akiyama Ken (philologue) - Masamichi Inoki (politologue) - Sadako Ogata (politologue, diplomate) - Seiji Ozawa (chef d'orchestre) - Toshio Kawatake (professeur de théâtre) - Yoshito Kishi (chimiste) - Jun'ichi Kyōgoku (politologue) - Kobayashi Makoto (physicien) - Shigekazu Nagata (biologiste moléculaire) - Eizan Naruse (calligraphe) - Hieda Kazuho (peintre) - Toshihide Maskawa (physicien) - Akira Miyoshi (compositeur) - Shōtarō Yasuoka (écrivain)

- 2002 : Taeko Kōno (actrice) - Ōhira Santō (calligraphe) - Odashima Yūshi (traducteur) - Gōkura Kazuko (peintre) - Yūichi Shionoma (économiste) - Hiroshi Shimada (danseur) - Kōichi Tanaka (chimiste) - Kōichirō Tsunewaki (généticien) - Yōji Totsuka (physicien) - Donald Keene (japonologue) - Akira Tonomura (physicien) - Kotsura Beichū III (conteur) - Nakamura Shinya (sculpteur) - Tomoko Ohta (généticienne) - Honma Nagayo (politologue) - Yanagi Sōri (Designer produit)

- 2003 : Tadao Andō (architecte) - Sumio Iijima (physicien) - Itagaki Yūzō (études culturelles) - Kiyoshi Itō (mathématicien) - Akira Ifukube (compositeur) - Iwata Yasuo (philosophe) - Yonekawa Toshiko (joueur de koto) - Endō Minoru (compositeur) - Jun Kondō (physicien) - Yasuharu Suematsu (Ingénieur des télécommunications) - Haruo Sugano (médecin) - Takeyoshi Tanuma (photographe) - Sakata Tōjūrō IV (acteur kabuki) - Bai Kōichi (juriste) - Ayako Sono (écrivaine)

- 2004 : Isamu Akasaki (ingénieur électrotechnique) - Akito Arima (physicien) - Itō Nobuo (architecte, protecteur du patrimoine) - Hisashi Inoue (écrivain) - Ōhi Chōzaemon (potier) - Shōzō Shiimada (peintre) - Shikai Yōichi (économiste) - Takano Etsuko (réalisatrice) - Masatoshi Takeichi (biologiste) - Susumu Nakanishi (comparatiste) - Yukio Ninagawa (metteur en scène) - Yūjirō Hayami (économiste) - Yumie Hiraiwa (dramaturge, actrice) - Mitsuhiro Yanagida (biologiste moléculaire) - Yōji Yamada (cinéaste)

- 2005 : Mitsuko Uchida (pianiste) - Kōji Kaya (chimiste) - Sumitayū Takemoto (récitant pour théâtre de marionnettes) - Toshinami Hanayagi (danseur) - Akinori Suzuki (chimiste) - Shūji Takashina (historien d'art) - Kakuzō Tatehata (sculpteur) - Ikuzō Tanaka (chimiste) - Shigeo Nagashima (joueur de baseball) - Daigorō Fujita (maître nō) - Masaki Tomō (pharmacologue) - Akira Mikazuki (juriste) - Taichirō Mitani (politologue) - Mori Sumio (poète) - Haruko Wakita (historienne)

- 2006 : Hidesato Itō (physicien) - Ken Takakura (acteur) - Hirō Kanemori (sismologue) - Masayoshi Kuriyama (directeur d'opéra) - Kishō Kurokawa (architecte) - Yoshinobu Shiba (historien) - Seikaku Takagi (calligraphe) - Asakura Setsu (artiste) - Shigetada Nakanishi (biochimiste) - Nakamura Shikan VII (acteur kabuki) - Takashi Negishi (économiste) - Saiichi Maruya (écrivain) - Ken'ichi Matsubara (biologiste moléculaire) - Ken'ichi Mori (Ingénieur des télécommunications) - Masakazu Yamazaki (dramaturge)

- 2007 : Kunio Iwatsuki (botaniste) - Bin Ebisawa (musicologue) - Hiroshi Okutani (peintre) - Shigeru Oda (juriste) - Karashima Noboru (historien) - Yasunaru Kawashima (médecin) - Toyoku Kunitake (chimiste) - Hideki Sakurai (chimiste) - Nanami Shiono (écrivain) - Akio Suzuki (chirurgien) - Chikuhaku Suzuki (peintre) - Ken’ichi Tanigawa (anthropologue culturelle) - Hisao Dōmoto (peintre) - Tatsuya Nakadai (acteur) - Eiichih Hoshino (juriste)

- 2008 : Asashima Makoto (biologiste) - Akira Isogai (chimiste) - Toshi Ichiyanagi (compositeur, pianiste) - Sayume Okuda (fabricante de marionnettes) - Tōta Kaneko (poète) - Sakaki Hiroyuki (ingénieur électrotechnique) - Shimoda Kōichi (physicien) - Osamu Shimomura (biochimiste) - Kiichi Sumikawa (sculpteur) - Ken'ichi Tominaga (sociologue) - Makoto Nagao (Ingénieur des télécommunications) - Nakamura Tomijūrō V (acteur kabuki) - Nishida Tatsuo (linguiste) - Nomura Manzō (maître nō) - Tōru Funamura (compositeur) - Maki Asami (ballerine, chorégraphe)

- 2009 : Shizuo Akira (immunologue) - Iwasawa Shigeo (peintre) - Iwatani Tokiko (conceptrice-rédactrice, traductrice) - Katayama Kurōemon IX (acteur de théâtre nō) - Kawada Junzō (anthropologue) - Yayoi Kusama (artiste) - Yoshihide Kozai (astronome) - Shōji Kojima (danseur flamenco) - Hiroshi Shiono (juriste) - Masahiro Sugiura (biologiste moléculaire) - Tadatsugu Taniguchi (biologiste) - Kōki Taihō (lutteur sumō) - Minosuke Yoshida (marionnettiste) - Tomiko Miyao (écrivain) - Yamazaki Toshimitsu (physicien)

### 2010 à 2019
- 2010 : Ichikawa Ennosuke III (acteur de kabuki) - Sadaharu Oh (joueur de baseball et coach) - Kazushi Ōno (chef d'orchestre) - Yasuo Tanaka (astronome) - Junko Nakanichi (ingénieur) - Nakano Mitsutoshi (philologue) - Nakamura Minoru (avocat, écrivain) - Akira Fujishima (chimiste) - Sōin Furutani (calligraphe) - Eikō Hosoe - Matsuo Koya (juriste) - Shigeru Mizuki (Mangaka) - Shinya Yamanaka (médecin) - Sayuri Yoshinaga (actrice)[3].

- 2011 : Iokibe Makoto (politologue, historien) - Imai Masayuki (céramiste) - Akira Endō (biochimiste) - Hideji Ōtaki (acteur) - Yōichi Katagiri (philologue) - Tsuneyoshi Kuroiwa - Otohiko Kaga (écrivain) - Sukeyasu Shiba (musicien) - Takuo Sugano (ingénieur électrotechnique) - Kōhei Tamao (chimiste) - Kentarō Hashimoto (sculpteur) - Kōhō Hibino (calligraphe) - Mōri Kazuko (politicien) - Masao Yamaguchi (anthropologue) - Mario Yokomichi (spécialiste du théâtre nō, cinéaste)[4].

- 2012 : Asao Naohiro (historien) - Shun'ichi Amari (mathématicien) - Mitsumasa Anno (illustrateur) - Taijirō Iimori (chef d'orchestre) - Satoshi Ōmura (biochimiste) - Shun'ichirō Okano (joueur de football) - Hiroshi Kaneko (juriste) - Hiroko Takenishi (écrivaine) - Tsutsumi Seiji (homme d'affaires, auteur) - Yūjin Nakaji (peintre) - Atsuhiro Nishida (astrophysicien) - Beppu Teruhiko (biochimiste) - Matsumoto Kōshirō IX (acteur kabuki) - Hayao Miyazaki (cinéaste) - Keiji Morokuma (chimiste)

- 2013 : Uemura Atsushi (peintre nihonga) - Hirohiko Okano (poète) - Jun Kubota (critique littéraire) - Yoshiyuki Sakaki (biologiste moléculaire) - Tsuyoshi Tsutsumi (violoncelliste) - Nakai Hisao (traducteur) - Hirokawa Nobutaka (biologiste moléculaire) - Fumihiko Maki (architecte) - Fujio Masuoka (Ingénieur électronique) - Tetsurō Matsuzawa (éthologue) - Yanagita Toshio (biophysicien) - Toshio Yamagishi (psychologue social) - Yamase Shōin (musicien joueur de koto) - Tadao Yoshikawa (historien) - Gōzō Yoshimasu (chanteur)

- 2014 : Akiyama Kazuyoshi (chef d'orchestre) - Hiroshi Amano (physicien) - Shinjō Kawasaki (Indologue, bouddhologue) - Kōji Kinutani (peintre) - Kuroi Senji (écrivain) - Kazuo Koike (économiste) - Saitō Osamu (économiste) - Satō Katushiko (physicien, astronome) - Kenji Tanaka (médecin) - Chiba Tetsuya (mangaka) - Eiju Tokiwazu (musicien) - Shuji Nakamura (physicien) - Hisako Higuchi (joueuse de golf) - Kan Hōshō (acteur nō) - Tamio Yamakawa (chimiste) - Akio Yamamoto (chimiste) - Jōji Yuasa (compositeur)

- 2015 : Tsuneko Okazaki (biologiste moléculaire) - Yūichirō Anzai (ja) (sciences de l'information et sciences cognitives) - Sugako Iwasaki (scénariste) - Yoshinori Ōsumi, (biologiste cellulaire) - Takaaki Kajita (physique des particules) - Saburō Kawabuchi (ancien footballeur et dirigeant sportif) - Tetsuko Kuroyanagi (animatrice TV, essayiste) - Takeshi Sasaki (ja) (politologue) - Hideyuki Terajima (ja) (acteur de kabuki) - Susumu Nishimura (ja) (biochimiste et biologiste moléculaire) - Keiko Nosaka (en) (joueuse de koto) - Jiro Nomura (ja) (acteur de kyogen) - Kan'ichi Nomoto (ja) (spécialiste du folklore japonais) - Yoshihiro Hamakawa (ja) (physique appliquée - énergie solaire) - Go'ichi Mitani (ja) (artisan laqueur) - Hiroko Minagawa (romancière)[5].

- 2016 : Katsuhito Iwai (en) (économiste) - Takashi Okai (poète tanka) - Ryōtarō Sugi (acteur et chanteur) – Setsuko Tsumura (écrivaine) – Yūhō Ozaki (calligraphe) – Takashi Ono (gymnaste) – Kazuhiko Komatsu (anthropologue) – Yasuko Koyama  (calligraphe) – Kazuo Shinozaki  (biologiste) – Takashi Shirai (chercheur en Asie du sud-est) – Nobuaki Tanaka (chef d'orchestre) – Nobuo Tsuji (historien de l'art) – Shōjirō Nishio (informaticien) – Hidetoshi Fukuyama  (physicien) – Sadoki Furui (ingénieur du son)

- 2017 : Keiko Amenomiya (artiste) – Komanosuke Takemoto (musicien traditionnel) – Miyako Yoshida (danseuse étoile) – Hiroshi Kida (virologue) – Shimon Sakaguchi (immunologiste) – Hiroshi Sugimoto  (photographe) – Junko Koshino (créatrice de mode) – Kōtarō Suzumura (économiste) – Mutsuo Takahashi  (poète de haiku et tanka) – Haruyuki Tōno (historien) – Kichiemon Nakamura II (acteur de kabuki) – Shū Nakamiya (médecin et biochimiste) – Yoshinobu Miyake (haltérophile) – Shinji Murai (chimiste) – Michio Muramatsu (docteur en droit)

- 2018: Takashi Atōda (écrivain et calligraphe) – Shin'ichirō Ikebe (compositeur) – Keidō Ishike (calligraphe) – Toyō Itō (architecte) – Michio Ui (pharmacologue) – Shizuteru Ueda (philosophe) –  Kenjirō Egashira (juriste) – Bunzō Ōtsuki (Acteur de nō) – Yukio Kasaya (sauteur à ski) – Nizaemon Kataoka X (acteur de kabuki) – Furamu Kitagawa (directeur d'art) – Tetsuya Shiokawa (écrivain) – Seiji Shinkai (chimiste) – Nobuko Takagi (écrivaine) – Shun'ichi Tokura (musicien) – Yoshiharu Fukuhara (entrepreneur) – Yoshihiro Murata (Chef cuisinier) – Yūsaburō Mogi (président de Kikkoman) – Kazutoshi Mori (biologiste) – Hisashi Yamamoto (chimiste)

- 2019: Motoko Ishii (designer d'éclairages) – Takenori Inoki (économiste du travail) – Kiyoko Uda (poétesse (haiku)) – Nobuhiko Ōbayashi (scénariste) – Takeo Kanade (informaticien) – Hiroshi Kōzen (sinologue) – Yoshinori Kobayashi (linguiste) – Takao Kondō (biologiste) – Yōhei Sasakawa (président de la Nippon Foundation) – Takuji Sasaki (généticien) – Tadao Satō (critique de films) –  Toshio Tabuchi (artiste nihonga) – Moto Hagio (mangaka) – Akiko Baba (poétesse) – Tamasaburō Bandō  V (acteur de kabuki) – Shin'ichirō Fujiwara (pionnier du handisport) – Nōhō Miyagi (danse) – Shigeru Miyamoto (développeur de jeux) – Masashi Yanagisawa (neuroscientifique) – Akira Yoshino (ingénieur) – Misa Watanabe (ja) (ambassadrice culturelle)

### Depuis 2020
- 2020 : Shuntarō Itō (philosophe des sciences) – Shin'ichi Ōishi (mathématicien) – Sawao Katō(gymnaste) – Daisaku Kimura  (cinéaste) – Nobuhiro Kiyotaki (économiste) – Tsutomu Konno (producteur de films) – Shigeaki Saegusa (compositeur) – Masatoshi Sakai (producteur de musique) – Kōichi Sugiyama (compositeur) – Kōichi Suzuki (mécène) – Shū Takahashi (peintre) – Hisao Taki  (entrepreneur) – Yoshinori Tokura (physicien) – Seiji Tsurusawa (joueur de shamisen) – Kiyoshi Nishikawa (comédien manzai) – Fumio Harashima (ingénieur) – Shigejūrō Fukuō (acteur de Nō) – Yoshiki Hotta (généticien) – Kunihiko Moriguchi (artiste) – Kazuo Yamaguchi (sociologue)

- 2021 : Masanori Aoyagi (historien et archéologue) - Naomichi Ishige (anthropologue) - Nobuko Uchida (chercheuse en biologie cellulaire) - Yumiko Ōshima (mangaka) - Yūzō Kayama (acteur et musicien) - Jūrō Kara (acteur et auteur) - Maki Kawai (chimiste) - Atsuto Suzuki (physicien) - Tatsuo Suda (docteur en médecine) - Yoshio Taniguchi (architecte) - Yoshiyuki Tomino (animateur) - Sakitayū Toyotake (artiste bunraku) - Takehide Nakatani (judoka) - Yusuke Nakamura (généticien) - Senzō Nishikawa (danseur) - Takeo Hori (mécène) - Kyoko Matsuoka (libraire et autrice de littérature pour enfants) - Hiroaki Morino (céramiste) - Michio Yamagami (compositeur) - Nakami Yamaguchi (linguiste) - Syukuro Manabe (climatologiste)

- 2022 : Motoo Andō (poète) - Ken'ichi Iga (ingénieur) - Shunsaku Ikehata (scénariste) - Hifumi Katō  (joueur de shogi) - Kazuko Koike (designeuse) - Sadao Koyama (historien spécialisé en droit) - Masaru Shimizu (microbiologiste) - Seizō Sekine (philosophe) - Kōichirō Takase (historien) - Noboru Tsujihara (écrivain) - Saburo Teshigawara (danseur et chorégraphe) - Tobaya Richyo (7e grand maître de Nagauta) - Teiji Nakai (professeur) - Fujiko Nakaya (artiste) - Keiko Nishikawa (chimie physique) - Yasuo Harima (promotion culturelle) - Yumi Matsutōya (chanteuse et parolière) - Tojiro Yamamoto (théâtre Nōgaku) - Kazuko Sawamatsu (joueuse de tennis) - Minoru Yoshida (biochimiste)

- 2023 : Kiyokazu Agata (biologiste spécialiste du développement) - Yasuhiko Arakawa (physicien) - Hiroyuki Itami (théoricien économiste) - Yoshihiro Kawaoka (microbiologiste) - Rei Kawakubo (créatrice de mode) - Yoichiro Kawaguchi (artiste) - Kiyokazu Kanze (théâtre Nōgaku) - Kin'ya Kitaōji (acteur) - Koji Kimura (joueur de tennis de table) - Satoshi Kinsui (linguiste) - Kenichi Kuroda (écriture) - Machiko Satonaka (mangaka) - Tadayoshi Nakabayashi (graveur) - Susumu Maki (Nihonga) - Kohei Miyazono (biologiste) - Kion Saburosuke III (artiste Nagauta) - Ryōhei Miyata (artiste métallurgiste) - Seiichi Yano (critique) - Tadanori Yokoo (artiste contemporain) - Hiroshi Yoshikawa (économiste)

## Source
- Peterson, James W., Barry C. Weaver and Michael A. Quigley. (2001). Orders and Medals of Japan and Associated States. San Ramon, California: Orders and Medals Society of America.  (ISBN 1-890974-09-9 et 978-1-890974-09-1)